# Grabplatte für Brisse Leroi

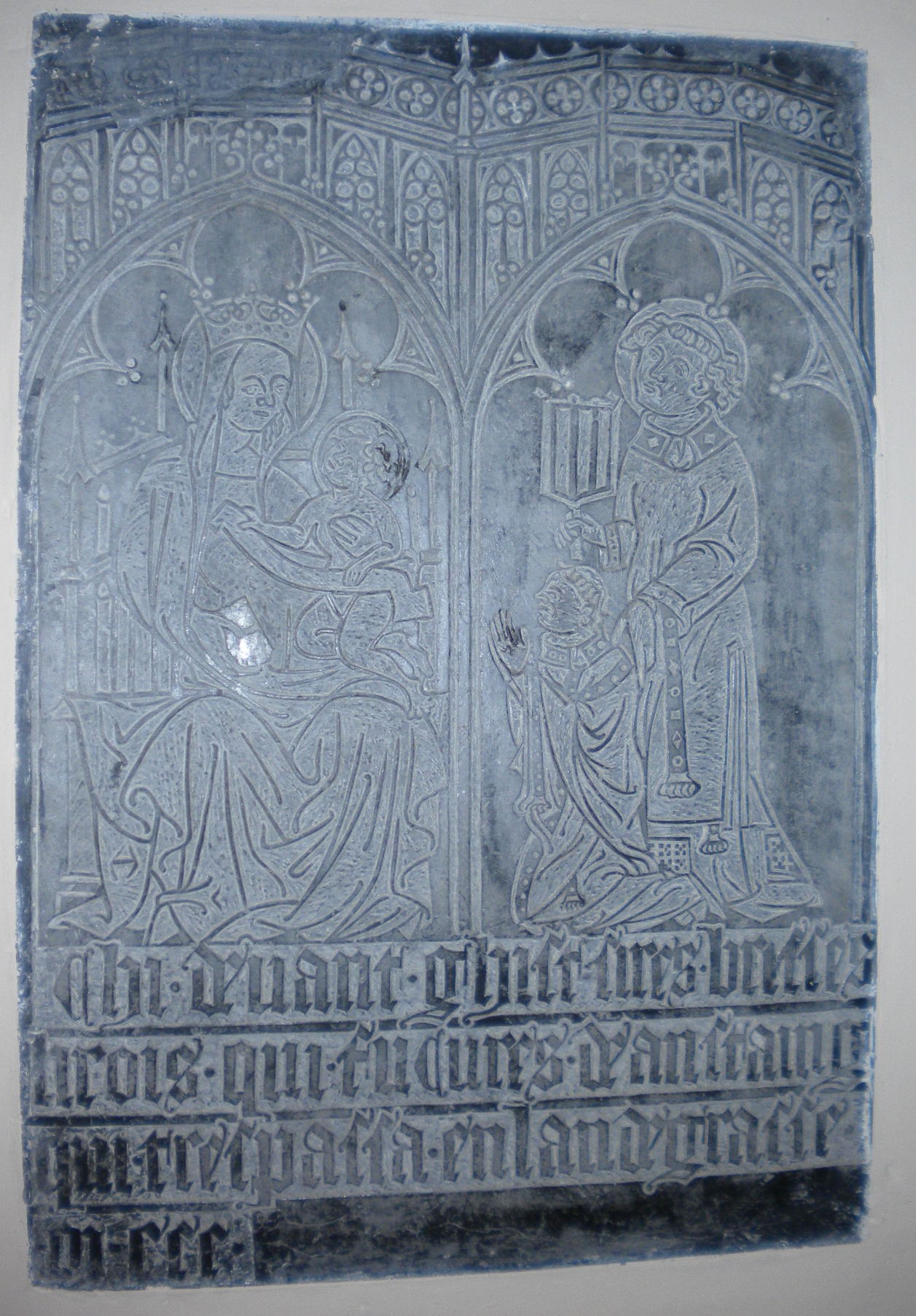
Grabplatte für Brisse Leroi in Anstaing

Die Grabplatte für Brisse Leroi in der katholischen Kirche St-Laurent von Anstaing, einer französischen Gemeinde im Département Nord in der Region Hauts-de-France, wurde im 14. Jahrhundert geschaffen. Die Grabplatte aus Blaustein aus Tournai wurde im Jahr 1922 als Monument historique in die Liste der denkmalgeschützten Objekte (Base Palissy) in Frankreich aufgenommen.
Die 55 cm lange und 45 cm breite Grabplatte stellt Brisse Leroi, bis zu seinem Tod im Jahr 1300 Pfarrer von Anstaing, als Ritzzeichnung dar. In einem gotischen Architekturrahmen präsentiert der heilige Laurentius den vor ihm knienden verstorbenen Brisse Leroi der Muttergottes mit Kind. 

Die Inschrift lautet: 

„BRISSE LE ROI CURE D’ANSTAING EN L’AN DE GRACE 1300“

 (Der Pfarrer Brisse Leroi im Jahr der Gnade 1300).